# Hoffland
Hoffland (eller Hovland) är en  tätort i Ålesunds kommun i Møre og Romsdal fylke i västra Norge. Orten ligger vid fylkesväg 526, vid sidan av riksväg 658, på ön Ellingsøya, cirka sex kilometer nordöst om staden Ålesund.